# Vágóné Berzsenyi Margit
Vágóné Berzsenyi Margit, Berzsenyi Margit Piroska (Békésgyula, 1863. május 3. – Budapest, 1951. október 17.) magyar színésznő, komika, epizodista. Gondosan megformált epizódszerepei tették ismertté.

## Családja
Édesapja Berzsenyi Károly színész, vidéki színigazgató és rendező, színműíró, anyja Szakonyi Adél énekesnő. Férje Vágó István színész volt, akivel 1894-ben Nagyszombatban kötött házasságot.

## Életpályája
1863. május 11-én keresztelték Gyulán. Amikor elérte a hétéves kort, zárdába adták: 1871 és 1878 között, apácának készült. 1878-ban, 14 éves korában, színésznő lett Nagybecskereken. 1880 és 1920 között több vidéki társulat tagja volt, Miskolcon, Szabadkán, Kassán, és Temesváron játszott (1902 és 1904 között Szabadhegyi Aladárnál, 1904 és 1906 között Szilágyi Dezsőnél játszott, 1908 és 1912 között Kassán, majd Debrecenben és Miskolcon szerepelt; 1915 és 1918 között tagja volt Sebestyén Géza Buda-Temesvári Társulatának. 1920-ban Temesvárról Budapestre emigrált és a Renaissance Színház tagja lett (a Vígszínházban is fellépett). 1927 és 1936 között  a Belvárosi és az Andrássy úti Színházban játszott. Nyugállományba vonult, de 1932 és 1944 között többször szerepelt a Vígszínházban. A második világháború után a Madách Színházban játszott.
Sírját a Farkasréti temetőben felszámolták.

## Fontosabb színházi szerepei
- Mici (Molnár F.: Az ismeretlen lány)
- Cili madám (Fodor L.: A szerelem nem olyan egyszerű)
- Júlia (Hunyady S.: A három sárkány)
- Nagymama (Hunyady S.: Lovagias ügy)
- Öreganyó (Osborne: A világ közepe)

## Filmjei
- A tanítónő (1945) Parasztasszony
- A három galamb (1944)
- Menekülő ember (1944) Vedres háziasszonya
- Viharbrigád (1944)
- Bulgaro-ungarska rapsodiya (1944) Maykata na profesor Barosh
- Tengerparti randevú (1943) Bakos anyja
- Fény és árnyék (1943) Éva anyja
- Szerető fia, Péter (1942) Baloghné, Péter anyja
- Egy szív megáll (1942) Házvezetõnõ
- Katyi (1942) Egy utas
- Üzenet a Volgapartról (1942) András nagyanyja
- Enyém vagy (1942) Kovács néni
- Régi nyár (1942) Tamássy Miklós nagyothalló nagyanyja
- Bűnös vagyok! (1942) Kádár néni
- Dr. Kovács István (1942) Dr. Kovács édesanyja
- Behajtani tilos! (1941) Kerekesné, Juliska nagymamája
- Régi keringő (1941) Dudva édesanyja
- Bob herceg (1941)
- Magdolna (1941)
- Zárt tárgyalás (1940) Szentgyörgyiné
- Semmelweis (1940) Házinéni
- A miniszter barátja (1939) Kovács anyja
- The Eternal Secret (1938) Montmoulin anyja
- Torockói menyasszony (1937) Öregasszony
- Pusztai szél (1937) Máriskó, öreg cseléd
- A férfi mind őrült (1937) Özvegy Párkányné
- Hotel Kikelet (1937) Ágh Feri anyja
- Pesti mese (1937) Szobaasszony
- Lovagias ügy (1937) Virág anyja
- Légy jó mindhalálig (1936) Trafikosnõ
- Szent Péter esernyője (1935)